# Société Mathématique de France
La Société Mathématique de France és la principal societat professional de matemàtics francesos. La societat va ser fundada l'any 1872 per Émile Lemoine i és una de les societats matemàtiques més antigues que existeixen.